# Voleibol de praia nos Jogos Olímpicos de Verão de 1996 - Feminino
O torneio feminino de voleibol de praia nos Jogos Olímpicos de Verão de 1996 foi realizado em uma arena construída na praia de Atlanta, entre 23 e 27 de julho.
As brasileiras Jaqueline Silva e Sandra Pires conquistaram o ouro para o país ao superarem Mônica Rodrigues e Adriana Samuel, também do Brasil, na final. A dupla australiana Natalie Cook e Kerri Pottharst levou a melhor na disputa pelo bronze frente às estadunidenses Barbra Fontana e Linda Hanley.

## Medalhistas
| Ouro   | BRA Jaqueline Silva e Sandra Pires    |
| Prata  | BRA Mônica Rodrigues e Adriana Samuel |
| Bronze | AUS Natalie Cook e Kerri Pottharst    |

## Fase inicial
As duplas disputavam-se em quatro fases com repescagem. Os vencedores da quarta rodada e da última rodada da repescagem classificaram-se para as semifinais.
Todas as partidas seguem o fuso horário local (UTC−4).

### Primeira fase
As duplas vencedoras avançam direto a segunda fase. As duplas perderdoras disputam a primeira rodada da repescagem para seguirem com chances de medalha.
| 23 de julho | 8:00 | Barb Ouellette Margo Malowny  | CAN | - | Engel Kaize Ni Rahayu              | INA | 10-15 |
| 23 de julho | 8:00 | Velia Eguiluz Mayra Yaratzeth | MEX | - | Brigitte Lesage Anabelle Prawerman | FRA | 11-15 |

### Segunda fase
Vencedoras avançam a terceira fase. Perdedoras disputam a segunda rodada da repescagem (as duplas provenientes da primeira fase, caso sejam derrotadas, disputam a primeira rodada da repescagem).
| 23 de julho | 14:30 | Yukiko Takahaski Sachiko Fujita  | JPN | - | Liane Fenwick Anita Spring                | AUS | 10-15 |
| 23 de julho | 14:30 | Adriana Samuel Mônica Rodrigues  | BRA | - | Consuelo Turetta Anna Maria Solazzi       | ITA | 17-15 |
| 23 de julho | 14:30 | Linda Hanley Barbra Harris       | USA | - | Merita Berntsen Ragni Hestad              | NOR | 15-8  |
| 23 de julho | 14:30 | Debra Richardson Gail Castro     | USA | - | Deborah Schoon-Kadijk Lisette van der Ven | NED | 15-4  |
| 23 de julho | 14:30 | Natalie Cook Kerri Ann Pottharst | AUS | - | Amanda Glover Audrey Cooper               | GBR | 15-4  |
| 23 de julho | 14:30 | Beate Bühler Danja Müsch         | GER | - | Yukiko Ishizaka Teruko Nakano             | JPN | 15-8  |
| 23 de julho | 14:30 | Jacqueline Silva Sandra Pires    | BRA | - | Engel Kaize Ni Rahayu                     | INA | 15-2  |
| 23 de julho | 14:30 | Holly McPeak Nancy Reno          | USA | - | Brigitte Lesage Anabelle Prawerman        | FRA | 15-4  |

#### Repescagem (1ª rodada)
Vencedoras avançam a segunda rodada da repescagem
| 24 de julho | 8:00 | Barb Ouellette Margo Malowny  | CAN | - | Brigitte Lesage Anabelle Prawerman | FRA | 13-15 |
| 24 de julho | 8:00 | Velia Eguiluz Mayra Yaratzeth | MEX | - | Engel Kaize Ni Rahayu              | INA | 5-15  |

#### Repescagem (2ª rodada)
Vencedoras avançam a terceira rodada da repescagem.
| 24 de julho | 14:30 | Amanda Glover Audrey Cooper        | GBR | - | Deborah Schoon-Kadijk Lisette van der Ven | NED | 15-12 |
| 24 de julho | 14:30 | Merita Berntsen Ragni Hestad       | NOR | - | Consuelo Turetta Anna Maria Solazzi       | ITA | 15-11 |
| 24 de julho | 14:30 | Brigitte Lesage Anabelle Prawerman | FRA | - | Yukiko Ishizaka Teruko Nakano             | JPN | 8-15  |
| 24 de julho | 14:30 | Yukiko Takahaski Sachiko Fujita    | JPN | - | Engel Kaize Ni Rahayu                     | INA | 15-0  |

### Terceira fase
Vencedoras avançam a quarta fase. Perdedoras disputam a terceira rodada da repescagem.
| 24 de julho | 14:30 | Jacqueline Silva Sandra Pires   | BRA | - | Liane Fenwick Anita Spring       | AUS | 15-13 |
| 24 de julho | 14:30 | Adriana Samuel Mônica Rodrigues | BRA | - | Linda Hanley Barbra Harris       | USA | 15-10 |
| 24 de julho | 14:30 | Debra Richardson Gail Castro    | USA | - | Natalie Cook Kerri Ann Pottharst | AUS | 7-15  |
| 24 de julho | 14:30 | Beate Bühler Danja Müsch        | GER | - | Holly McPeak Nancy Reno          | USA | 6-15  |

#### Repescagem (3ª rodada)
Vencedoras avançam a quarta rodada da repescagem.
| 25 de julho | 9:00 | Yukiko Ishizaka Teruko Nakano   | JPN | - | Linda Hanley Barbra Harris   | USA | 6-15  |
| 25 de julho | 9:00 | Amanda Glover Audrey Cooper     | GBR | - | Liane Fenwick Anita Spring   | AUS | 12-15 |
| 25 de julho | 9:00 | Merita Berntsen Ragni Hestad    | NOR | - | Beate Bühler Danja Müsch     | GER | 9-15  |
| 25 de julho | 9:00 | Yukiko Takahaski Sachiko Fujita | JPN | - | Debra Richardson Gail Castro | USA | 15-11 |

### Quarta fase
Vencedoras avançam as semifinais. Perdedoras disputam a quinta rodada da repescagem.
| 25 de julho | 14:30 | Jacqueline Silva Sandra Pires    | BRA | - | Adriana Samuel Mônica Rodrigues | BRA | 15-4  |
| 25 de julho | 14:30 | Natalie Cook Kerri Ann Pottharst | AUS | - | Holly McPeak Nancy Reno         | USA | 15-13 |

#### Repescagem (4ª rodada)
Vencedoras avançam a quinta rodada da repescagem.
| 25 de julho | 14:30 | Linda Hanley Barbra Harris | USA | - | Liane Fenwick Anita Spring      | AUS | 15-6 |
| 25 de julho | 14:30 | Beate Bühler Danja Müsch   | GER | - | Yukiko Takahaski Sachiko Fujita | JPN | 4-15 |

#### Repescagem (5ª rodada)
Vencedoras avançam as semi-finais.
| 26 de julho | 10:00 | Linda Hanley Barbra Harris      | USA | - | Holly McPeak Nancy Reno         | USA | 15-10 |
| 26 de julho | 10:00 | Yukiko Takahaski Sachiko Fujita | JPN | - | Adriana Samuel Mônica Rodrigues | BRA | 6-15  |

## Fase final
|  | Semifinais         | Semifinais         |   |                    | Final              | Final |  |
|  |                    |                    |   |                    |                    |       |  |
|  | 27 de julho        |                    |   |                    |                    |       |  |
|  | BRA Jackie–Sandra  | 2                  |   |                    |                    |       |  |
|  | USA Fontana–Hanley | 0                  |   |                    |                    |       |  |
|  |                    |                    |   |                    |                    |       |  |
|  |                    |                    |   |                    | 28 de julho        |       |  |
|  |                    |                    |   |                    | BRA Jackie–Sandra  | 2     |  |
|  |                    | BRA Mônica–Adriana | 0 |                    |                    |       |  |
|  |                    |                    |   |                    |                    |       |  |
|  |                    |                    |   |                    |                    |       |  |
|  |                    |                    |   |                    | Terceiro lugar     |       |  |
|  | 27 de julho        | 27 de julho        |   | 28 de julho        | 28 de julho        |       |  |
|  | BRA Mônica–Adriana | 2                  |   | USA Fontana–Hanley | 0                  |       |  |
|  | AUS Cook–Pottharst | 0                  |   |                    | AUS Cook–Pottharst | 2     |  |

### Semifinais
| 26 de julho | 14:30 | Jacqueline Silva Sandra Pires    | BRA | - | Linda Hanley Barbra Harris      | USA | 15-8 |
| 26 de julho | 14:30 | Natalie Cook Kerri Ann Pottharst | AUS | - | Adriana Samuel Mônica Rodrigues | BRA | 3-15 |

### Disputa pelo bronze
| 27 de julho | 9:00 | Linda Hanley Barbra Harris | USA | - | Natalie Cook Kerri Ann Pottharst | AUS | 11-12,7-12 |

### Final
| 27 de julho | 9:00 | Jacqueline Silva Sandra Pires | BRA | - | Adriana Samuel Mônica Rodrigues | BRA | 12-11,12-6 |

## Classificação final
Esta foi a classificação final oficial.
| Pos.              | Dupla                                         | Cabeça de chave |
| ----------------- | --------------------------------------------- | --------------- |
| Medalha de ouro   | BRA Sandra Pires – Jackie Silva               | 1               |
| Medalha de prata  | BRA Mônica Rodrigues – Adriana Samuel         | 5               |
| Medalha de bronze | AUS Natalie Cook – Kerri Pottharst            | 6               |
| 4                 | USA Barbra Fontana – Linda Hanley             | 4               |
| 5.                | USA Holly McPeak – Nancy Reno                 | 2               |
| 5.                | JPN Sachiko Fujita – Yukiko Takahashi         | 8               |
| 7.                | GER Beate Bühler – Danja Müsch                | 7               |
| 7.                | AUS Liane Fenwick – Anita Spring              | 9               |
| 9.                | USA Gail Castro – Deb Richardson              | 3               |
| 9.                | JPN Yuki Ishizaka – Peko Nakano               | 10              |
| 9.                | GBR Audrey Cooper – Amanda Glover             | 11              |
| 9.                | NOR Merita Berntsen – Ragni Hestad            | 13              |
| 13.               | ITA Annamaria Solazzi – Consuelo Turetta      | 12              |
| 13.               | NED Debora Schoon-Kadijk – Lisette van de Ven | 14              |
| 13.               | INA Eta Kaize – Timy Yudhani Rahayu           | 17              |
| 13.               | FRA Brigitte Lesage – Anabelle Prawerman      | 18              |
| 17.               | MEX Velia Eguiluz – Mayra Huerta              | 15              |
| 17.               | CAN Barb Broen Ouellette – Margo Malowney     | 16              |